# 島津源蔵 (初代)

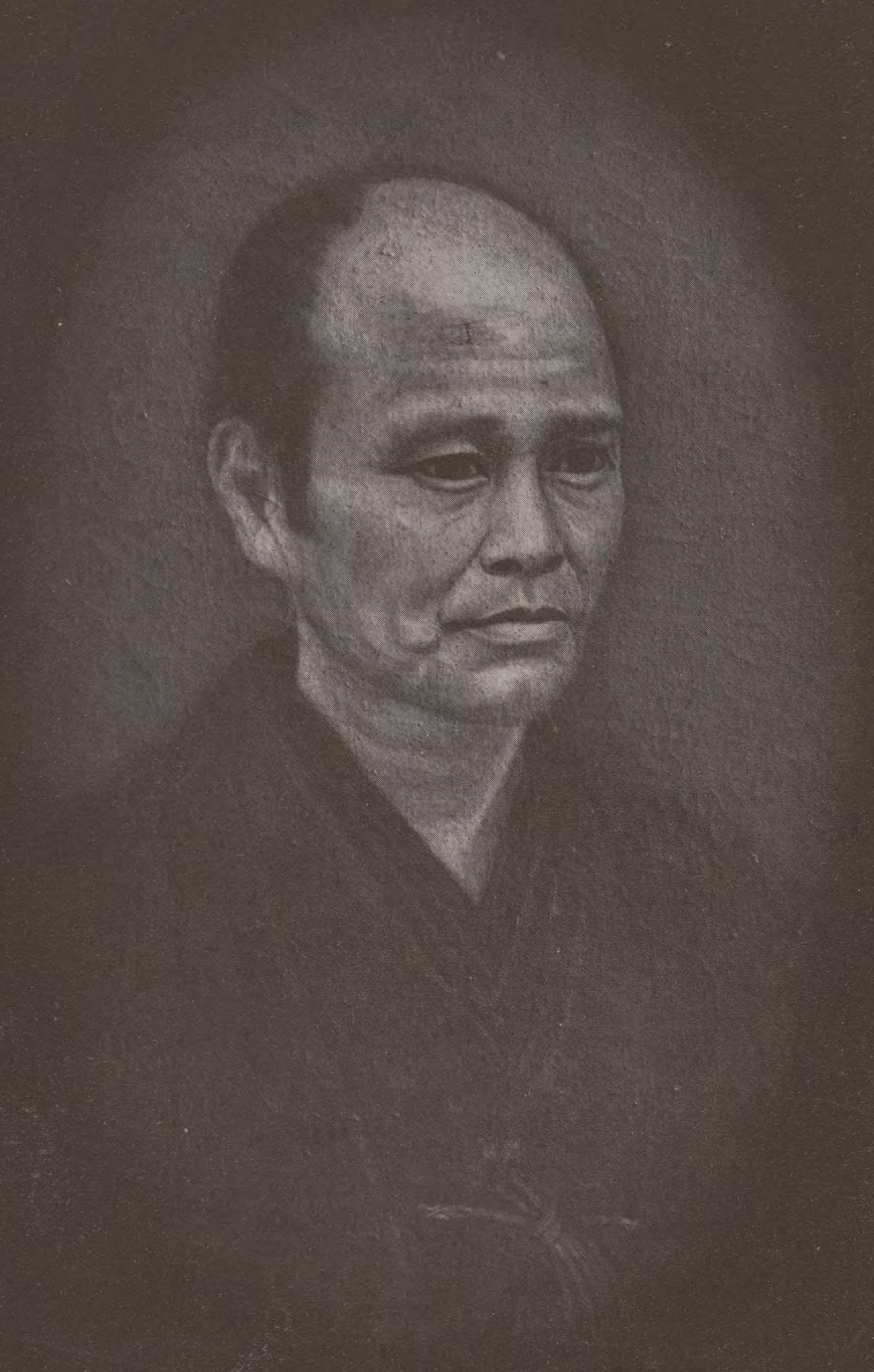
初代島津源蔵

初代島津 源蔵（しまづ げんぞう、天保10年5月15日（1839年6月25日） - 明治27年（1894年）12月8日）は、幕末から明治時代にかけての商人、実業家、発明家。島津製作所の創業者である。

## 生涯
京都の醒ヶ井魚棚（現・堀川六条付近）で仏具の製造をしていた島津清兵衛の次男として生まれた。家業を治め、1860年（万延元年）に21歳で木屋町二条に出店した。この地は高瀬川の船便の終点に近く、当時の重要な流通拠点であった。また、京都府は殖産興業のため1870年（明治3年）に勧業場、舎密局などをこの付近に設立し、源蔵は舎密局に出入りするようになった。京都舎密局で理化学の講義を受け、実業を体験するなか、金属加工に携わる仏具職人としての腕を買われて初代局長の明石博高から、輸入した教育用理化学器械の修理や整備の依頼を受けるようになる。舎密局内の「京都司薬場」に派遣されたアントン・ヨハネス・ゲールツからも学んだ。
ここで知識を得た源蔵は1875年（明治8年）3月31日に教育用理化学機器の製造を始め、島津製作所を創業した。1877年（明治10年）の第一回内国勧業博覧会では錫製の医療用ブーシーを出展し、内務卿・大久保利通から褒状を受けている。
また、同年に京都府は科学思想啓発のために国内初の有人気球を計画し、京都府知事槙村正直の命により、源蔵はその実行責任者となった。ガス球部分には胡麻油で溶かした樹脂ゴムを塗布した羽二重を用い、鉄くずと硫酸を四斗樽10個を使って発生させた水素ガスを内部に封入した。招魂祭のある同年12月6日に仙洞御所の広場で飛行試験が行なわれ、気球は5万人の観衆の前で36mの高さまで浮上した。この日本初の有人軽気球飛行の成功は東京の新聞でも報じられた。これによって源蔵の知名度は大きく向上したといわれる。
翌1878年（明治11年）2月3日から3年間、京都府はゴットフリード・ワグネルを舎密局に招聘・雇用した。彼は化学工芸の指導などを職務とし、理化学器械の製造のため出入りしていた源蔵にも接していた。8歳の長男・梅次郎（二代目源蔵）も父とともにワグネルに学んだ。源蔵は1881年の第二回内国勧業博覧会に理化学器械を出品し、蒸留器で有功二等賞牌を受賞した。ワグネルから送られた木製旋盤は島津創業記念資料館に現存する。また、1882年のカタログには「ワグネル新発明」という説明の付いた蒸留器が掲載されている。
1883年4月、源蔵は京都府博覧会の審査委員に任命され、科学関係器機の審査に当たった。また、本業の合間に、引接寺 (京都市)の大鰐口など、注文があれば鋳造品の製作にも応じていた。
源蔵は科学教育に携わるようになり、学校令が公布された1886年（明治19年）には「理化学的工芸雑誌」を発刊し、京都府師範学校（現・京都教育大学）の金工科で教職を一年間務めた。また同年、試験用の理化学器械を使って公開実験と講習会を行う「理化学会」の発足を発表した。
1894年（明治27年）1月、2階全体を大陳列室とした木屋町本店を新築する。翌年春に開かれる第4回内国勧業博覧会に備えて大陳列室の展示内容や博覧会出品作の準備を進めていたが、同年12月8日に脳溢血のため、55歳で亡くなった。没後に長男の梅次郎が2代目島津源蔵を襲名し、後継者となった。

## 略歴
- 1839年（天保10年）　島津清兵衛の次男として誕生。
- 1860年（万延元年）　木屋町二条に出店。
- 1869年（明治2年）　長男・梅次郎が生まれる。
- 1875年（明治8年） 島津製作所を創業。
- 1877年（明治10年）　第一回内国勧業博覧会に出品。気球の有人飛行に成功。
- 1894年（明治27年）　脳溢血のため55歳で死亡。

## 家族
- 父・島津清兵衛 ‐ 京都醒ヶ井魚棚（現在の堀川六条付近）にて仏具三具足を製造する[8]。なお、島津姓は戦国時代に播州姫路にあった祖先井上惣兵衛が島津義弘から与えられたと伝わり（島津製作所#社章参照）、その後、一族は福岡県御笠村を経て上京したという[9]。
- 妻・きく（1848-） ‐ 京都平民・藤木久兵衛の次女[10]。孝明天皇の内裏でお女中経験あり[11]。
- 長男・梅次郎 (1869) ‐ 島津源蔵 (2代目)
- 二男・源吉
- 三男・常三郎